# Каримбаев, Садык
Садык Каримбаев (28 февраля 1918, Баянаульский район Павлодарской области — 4 июля 1975, Алматы) — композитор, заслуженный артист КазССР (1947).
Знал творчество таких акынов, как Биржан сал Кожагулов, Акан сери, Жаяу Муса, особенно представителей своего родного края — Майры, Естая, Жарылгапберды. Песни Каримбаева разножанровые. Одним из широко распространённых жанров песен Каримбаева являются лирические песни. Каримбаев внёс вклад в развитие казахского вальса: «Вальс молодёжи Джамбула», «Капчагайский вальс». Произведения Каримбаева включали в свой репертуар народные артисты СССР Р.Багланова, Б.Тулегенова, народные артисты Казахской ССР Ж.Елебеков, Ж.Омарова, Р.Есимжанова, У.Турдыкулова, Р.Койшибаева, заслуженные артисты КазССР Ж.Картабаева, М.Кошкимбаев и др.

## Сочинения
- 15 ән, А., 1953;
- 12 ән, А., 1957;
- 25 ән, А., 1972.